# فيصل قاسمي
فيصل قاسمي (31 أكتوبر 1995) هو لاعب كرة قدم، يلعب في خط وسط مركزي لنادي ديسيل في الدوري البلجيكي الوطني الأول.

## المسيرة الكروية

### بداية حياته المهنية
لعب لصالح نادي ربيد، ونادي جيرمينال بيرشوت، وأكاديمية جان مارك جيلو في مسيرته الشبابية قبل انتقاله الاحترافي الأول.

### ليرس
في عام 2014 انضم كاسمي إلى نادي ليرس في الدوري البلجيكي الممتاز. شارك لأول مرة في الدوري الممتاز في 7 ديسمبر 2013 ضد خنت.

### واترفورد
في عام 2018، انضم إلى نادي واترفورد الذي يلعب في الدوري الأيرلندي الممتاز في صفقة مدتها عام واحد. حصل على القميص رقم 10 لهذا الموسم. وشارك لأول مرة مع ووترفورد في 23 مارس ضد شامروك روفرز. سجل هدفيه الأول والثاني لفريق واترفورد ضد براي واندررز. غادر النادي في يونيو 2018 بعد مشاركته في 12 مباراة وسجل هدفين إلى نادي بيرشوت ويلريجك مقابل رسوم غير معلنة.

### مهنة لاحقة
في يونيو 2018 وقع مع بيرشوت ويلريجك. في 31 ديسمبر 2018، طرد من النادي، لأنه قد ثبت بأنه يتعاطى المخدرات قبل بضعة أيام أثناء فحص الكحول في أنتويرب.
انتقل إلى نادي تشيرنو مور البلغاري في أغسطس 2020. ثم أمضى فترات قصيرة مع نادي ظفار في سلطنة عمان ونادي بريجالنيكا ستيب في شمال مقدونيا بين عامي 2021 و2023.
في فبراير 2023، انضم إلى نادي ديسل البلجيكي بعقد قصير الأجل. في مايو 2023، مدد عقده مع ديسل حتى عام 2024.